# Johann Karl Ehrenfried Kegel
Johann Karl Ehrenfried Kegel ( * Mansfeld, Alemania, 3 de octubre de 1784 – Odesa, 25 de junio de 1863) fue un agronómo y explorador alemán al servicio del gobierno ruso, que exploró la península de Kamchatka. 
Kegel nació en Friesdorf cerca de la región alemana del Harz y estudió en Copenhague. Durante el invierno de 1826/1827, fue a San Petersburgo. En 1841 el gobierno ruso lo envió al Kamchatka para que explorase sus posibilidades agrícolas y mineras. Después de haber cruzado Siberia, Kegel embarcó en Ojotsk hacia Kamchatka y llegó naufragado.
Desde Petropávlovsk, emprendió varias expediciones de algunos meses al interior del país. Para analizar el suelo y experimentar con semillas, viajaba durante la primavera y el verano, aunque durante este período los caminos fueran casi intransitables. Sus informes describen detalladamente la flora y la fauna, suelo, Geología así como la vida de la población local. Kegel reconoció la riqueza potencial del país, con tal que se administre bien, y descubrió recursos minerales. Además, propuso mejoras de las condiciones de vida de la población indígena y criticó la opresión.
Las autoridades locales eran corruptas y obstaculizaron sus consejos de todas maneras. No estaban interesados en el desarrollo del país sino en su propio beneficio por el comercio de pieles y temían su integridad. Sin embargo llegó a acabar su misión y volvió, en mal estado de salud, en 1847. Sus reportajes, que son los más precisos de ese tiempo, no pudo publicarlos, puesto que esto habría significado la pérdida de su libertad o peor.
Johann Karl Ehrenfried Kegel falleció en Odesa en 1863.